# Sjundeå församlingshem
Sjundeå församlingshem (finska: Siuntion seurakuntakoti) är ett församlingshem som Sjundeå finska församling och Sjundeå svenska församling delar. Byggnaden som ligger i Sjundeå kyrkby söder om Sjundeå S:t Petri kyrka ägs av Sjundeå kyrkliga samfällighet. 
Sjundeå församlingshem, som ritades av arkitekt Lars Rejström, byggdes år 1975 och det har två våningar. I hemmet finns en stor sal, ett kök, församlingarnas kansli, diakonimottagning och Sjundeå kyrkoarkiv. 

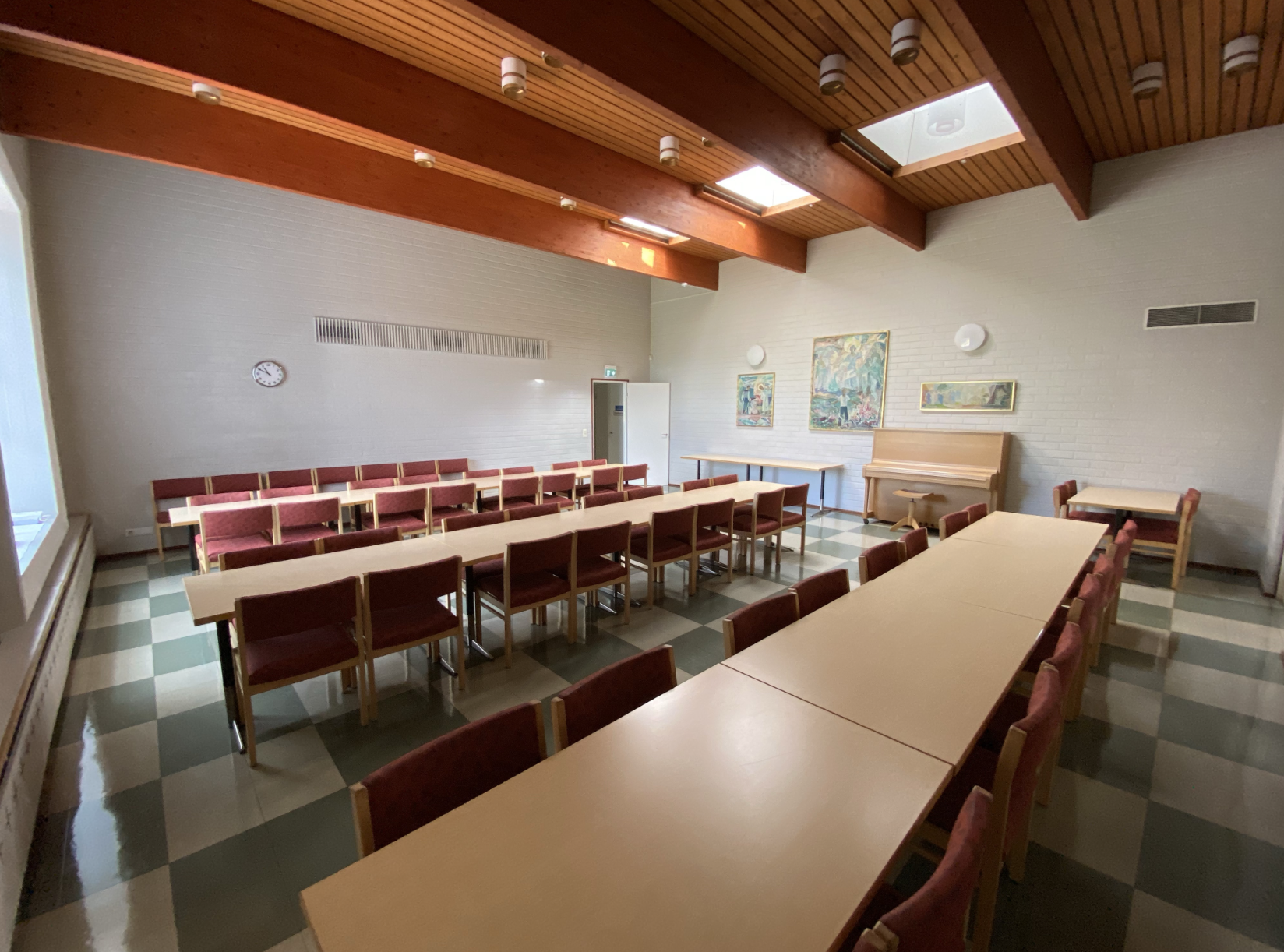
Festsalen i församlingshemmet.

År 1976 sålde Sjundeå församling Sjundeå prästgården och därför blev det nya församlingshemmet en ny centrum för församlingens och senare samfällighetens funktioner samt också församlingslivet.

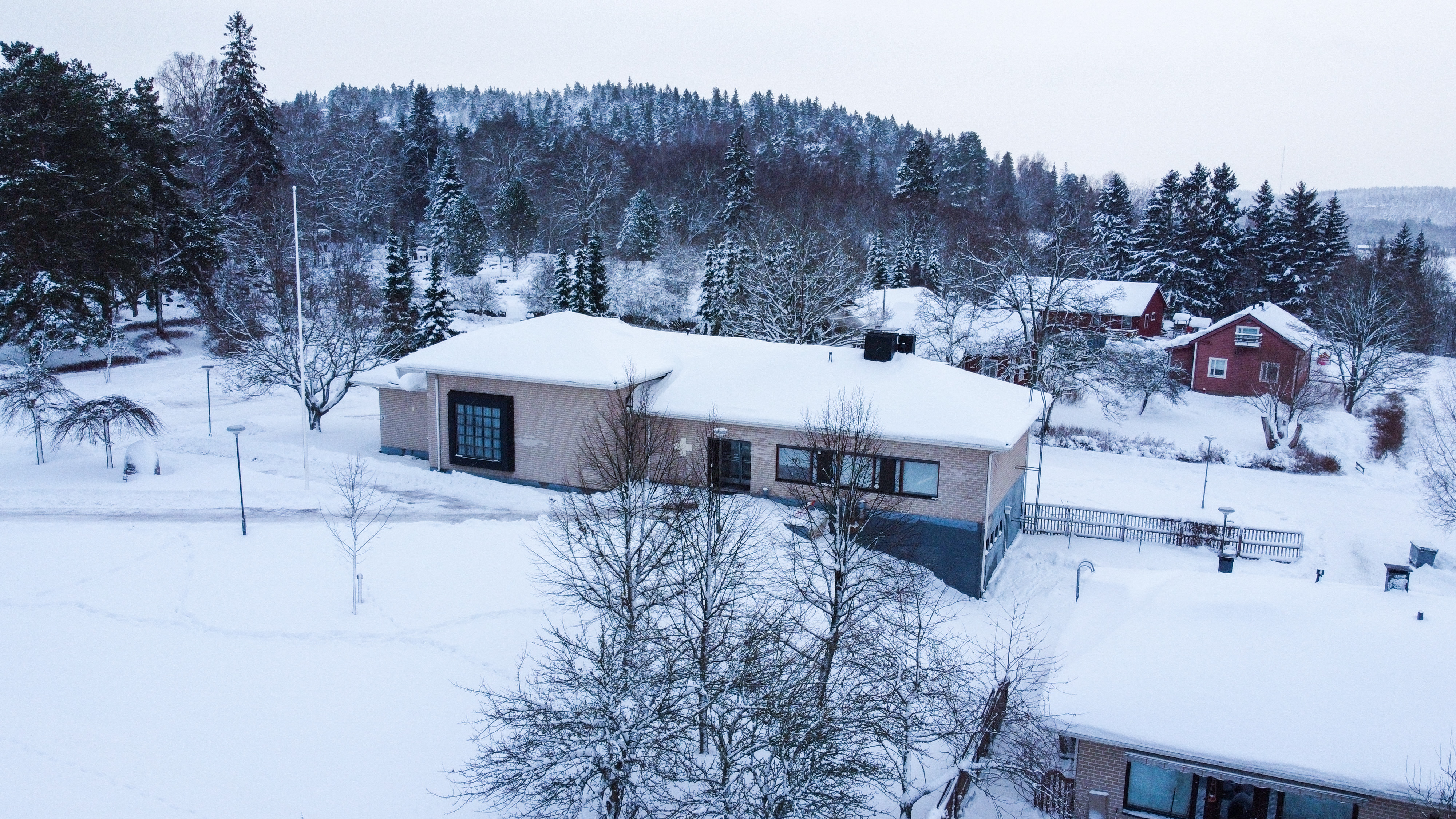
Sjundeå församlingshem. I bakgrunden andra samfällighetens byggnader.